# Acluofobia
L'acluofobia (dal greco antico ἀχλύς?, achlýs, "oscurità" e φόβος, phóbos, "fobia") o nictofobia (raro "scotofobia") è la forte paura dell'oscurità e del buio. La paura del buio è abbastanza comune tra i bambini, mentre è meno diffusa negli adulti. Solitamente la paura del buio non è paura del buio stesso, ma dei possibili pericoli che esso può nascondere. Un certo timore di trovarsi in ambienti oscuri è abbastanza normale, e in questo caso non si può parlare di acluofobia. Se la paura è molto forte e provoca anche panico, si tratta invece di una vera e propria fobia.
Alcuni ricercatori, iniziando con Sigmund Freud, consideravano la paura dell'oscurità come un sintomo del disturbo d'ansia da separazione.
Un'altra teoria alternativa è stata formulata negli anni '60, quando alcuni scienziati condussero degli esperimenti ricercando molecole responsabili della memoria. In un esperimento dei ratti, normalmente animali notturni, vennero condizionati ad avere paura dell'oscurità e una sostanza chiamata "scotofobina" venne presumibilmente estratta dai cervelli dei ratti; venne affermato che questa sostanza fosse responsabile della memoria di questa paura. Questi risultati vennero successivamente sfatati.